# Белгард (Гар)
Белгар (фр. Bellegarde) насеље је и општина у јужној Француској у региону Лангдок-Русијон, у департману Гар која припада префектури Ним.
По подацима из 2011. године у општини је живело 6336 становника, а густина насељености је износила 140,93 становника/km². Општина се простире на површини од 44,96 km². Налази се на средњој надморској висини од 10 метара (максималној 102 m, а минималној 1 m).

## Демографија
| 1962. | 1968. | 1975. | 1982. | 1990. | 1999. | 2011. |
| ----- | ----- | ----- | ----- | ----- | ----- | ----- |
| 2.484 | 3.052 | 3.163 | 3.924 | 4.508 | 4.913 | 6.336 |

График промене броја становника у току последњих година